# Łysa Góra (województwo zachodniopomorskie)
Łysa Góra – osada w Polsce położona w województwie zachodniopomorskim, w powiecie szczecineckim, w gminie Szczecinek. Miejscowość wchodzi w skład sołectwa Drężno.